# 埃里克·克伦佩尔
埃里克·克伦佩尔（德語：Erich Krempel，1913年8月18日—1992年9月26日），德国男子射击运动员，主攻手枪。他曾代表德国参加1936年夏季奥林匹克运动会射击比赛，获得男子50米手枪银牌。